# Maison Henoul
La Maison Henoul est un bâtiment de style moderniste édifié par l'architecte Édouard Taelemans à Bruxelles en Belgique.
« L'architecte qualifiait cette maison d'exercice de pureté technique absolue ».

## Localisation
La maison est située au numéro 76 de l'avenue Franklin Roosevelt,,,, dans ce qu'il est convenu d'appeler l'extension sud de Bruxelles-ville, à une centaine de mètres au sud de la Maison Blomme, de la Maison Cohen et de la Maison Émile Janson, et juste à côté de la Maison Julius Hoste.

## Historique
La Maison Henoul est édifiée en 1928 le long de l'avenue des Nations (artère qui sera rebaptisée en avenue Franklin Roosevelt en 1945 juste après la victoire des Alliés) en style moderniste par l'architecte Édouard Taelemans,,,, (qui ne doit pas être confondu avec Victor Taelemans, architecte de la période Art nouveau).
Elle reçoit le premier prix d'architecture Van de Ven en 1930,,.
La maison subit en 1981 une forte transformation qui remplace la terrasse aménagée sur le toit par une véranda, remplace les châssis et fait disparaître la couleur foncée de ces derniers, couleur qui participait à la composition en contrastant avec la blancheur du ciment,.
Elle fait l'objet durant les années 2010 d'une restauration menée par un amateur d'art,, : un balcon est édifié devant le troisième étage ajouté en 1981, le toit est réaménagé en terrasse (comme à l'origine) et les châssis retrouvent leur couleur foncée et participent à nouveau à la composition.
La Maison Henoul abrite depuis 2019 la galerie d'art Aeroplastics Contemporary Brussels,,.

## Statut patrimonial
L'édifice ne fait pas l'objet d'un classement au titre des monuments historiques mais il figure à l'Inventaire du patrimoine architectural de la Région de Bruxelles-Capitale sous la référence 16145.

## Architecture
« La maison de Taelemans est un prisme pur où l'horizontalité des fenêtres en bandeau est accentuée par deux balcons continus. Ce projet s'inscrit clairement dans " la plastique pure " défendue par Victor Bourgeois, alors membre du jury ».
La maison présente une façade enduite et peinte en blanc de quatre niveaux et deux travées. 
Le rez-de-chaussée asymétrique est percé, à gauche, de la porte d'entrée et d'une petite fenêtre et, à droite, d'une grande fenêtre bipartite qui surmonte le garage enterré.
Le premier et le deuxième étage, devancés chacun par un balcon continu à parapet, sont percés de grandes fenêtres en bandeau bipartites (qui étaient quadripartites à l'origine sur le plan d'Édouard Taelemans), la travée de droite étant un peu plus large que celle de gauche. Ces fenêtres en bandeau sont un des éléments de la doctrine du mouvement moderne, tels que les avait formulés en 1926 l'architecte (suisse à l'époque) Charles-Édouard Jeanneret-Gris, dit Le Corbusier, dans ses « Cinq points d'une architecture nouvelle ».
Le troisième étage (qui était à l'origine un toit aménagé en terrasse, remplacé par une véranda lors des transformations de 1981) présente depuis la restauration menée durant les années 2010 un balcon continu comme les étages inférieurs, derrière lequel prend place une large baie vitrée tripartite.
L'édifice se termine par une terrasse, aménagée lors de la restauration menée durant les années 2010.
Les tuyaux d'évacuation des eaux pluviales qui participaient à l'origine à la composition de la façade par leur couleur foncée qui répondait à celle des châssis, ont été repeints en blanc en 1981 puis supprimés lors de la restauration des années 2010.

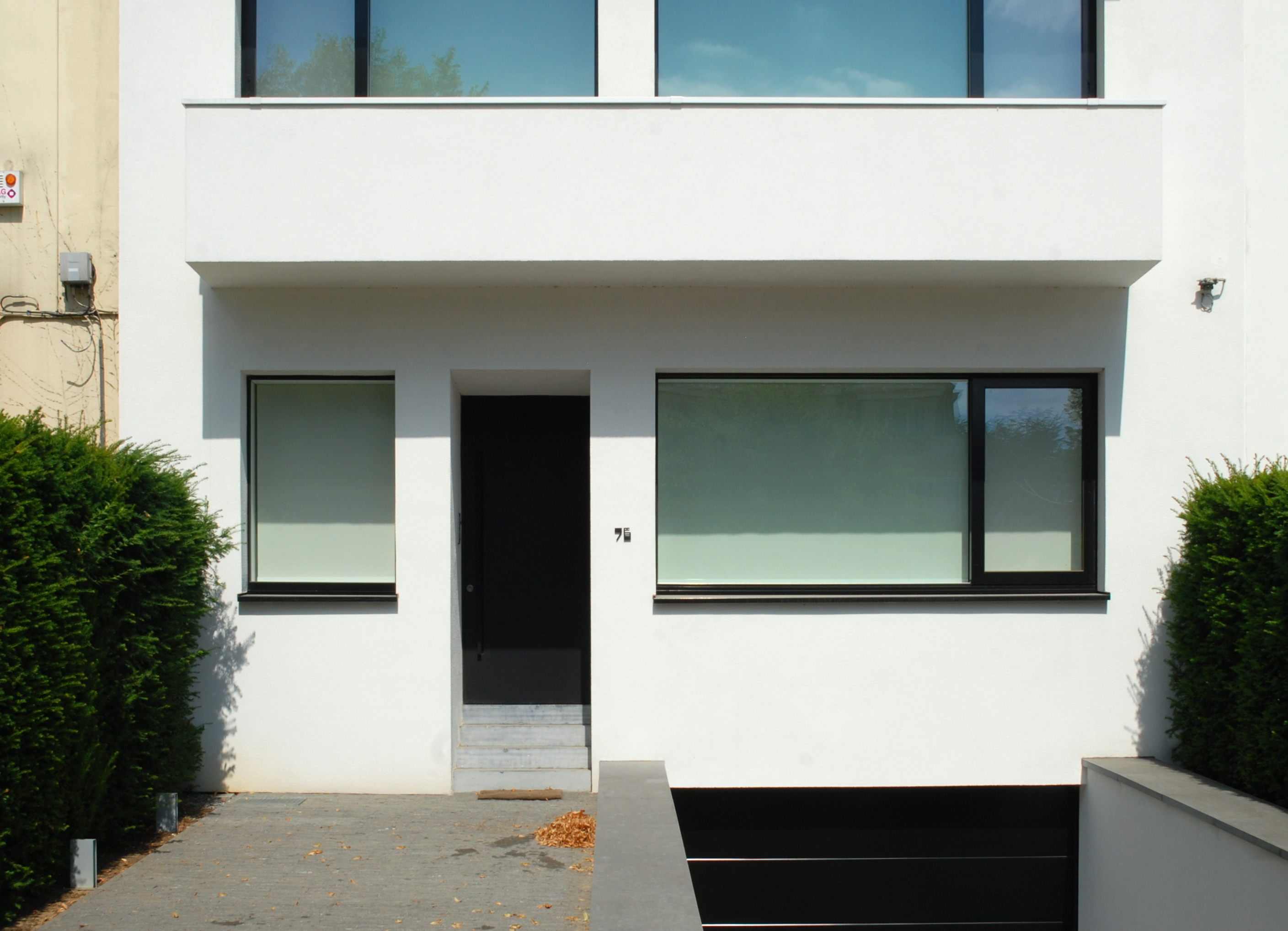
Rez-de-chaussée.